# Khumbu

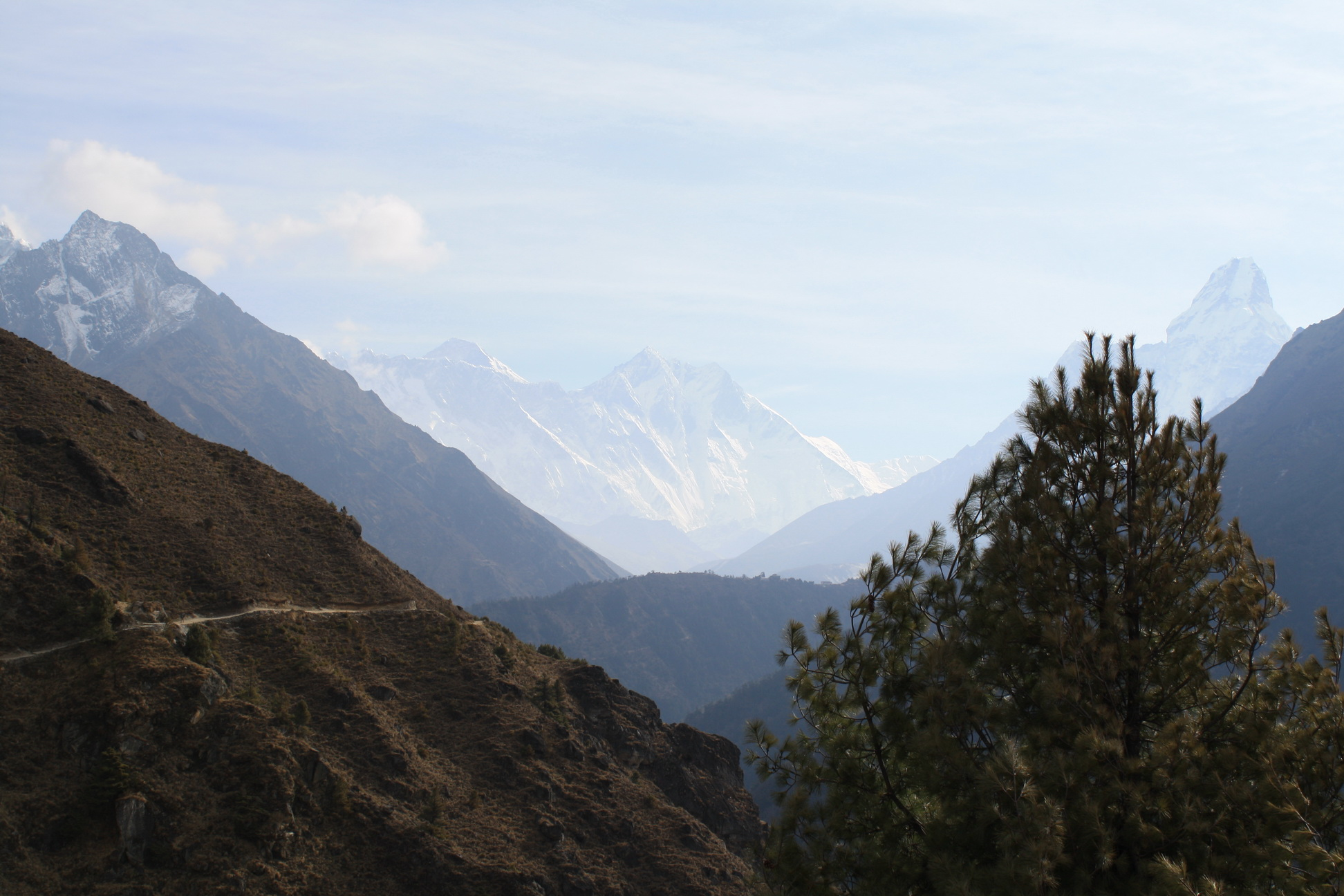
Ama Dablam no fundo a direita e no centro Monte Everest

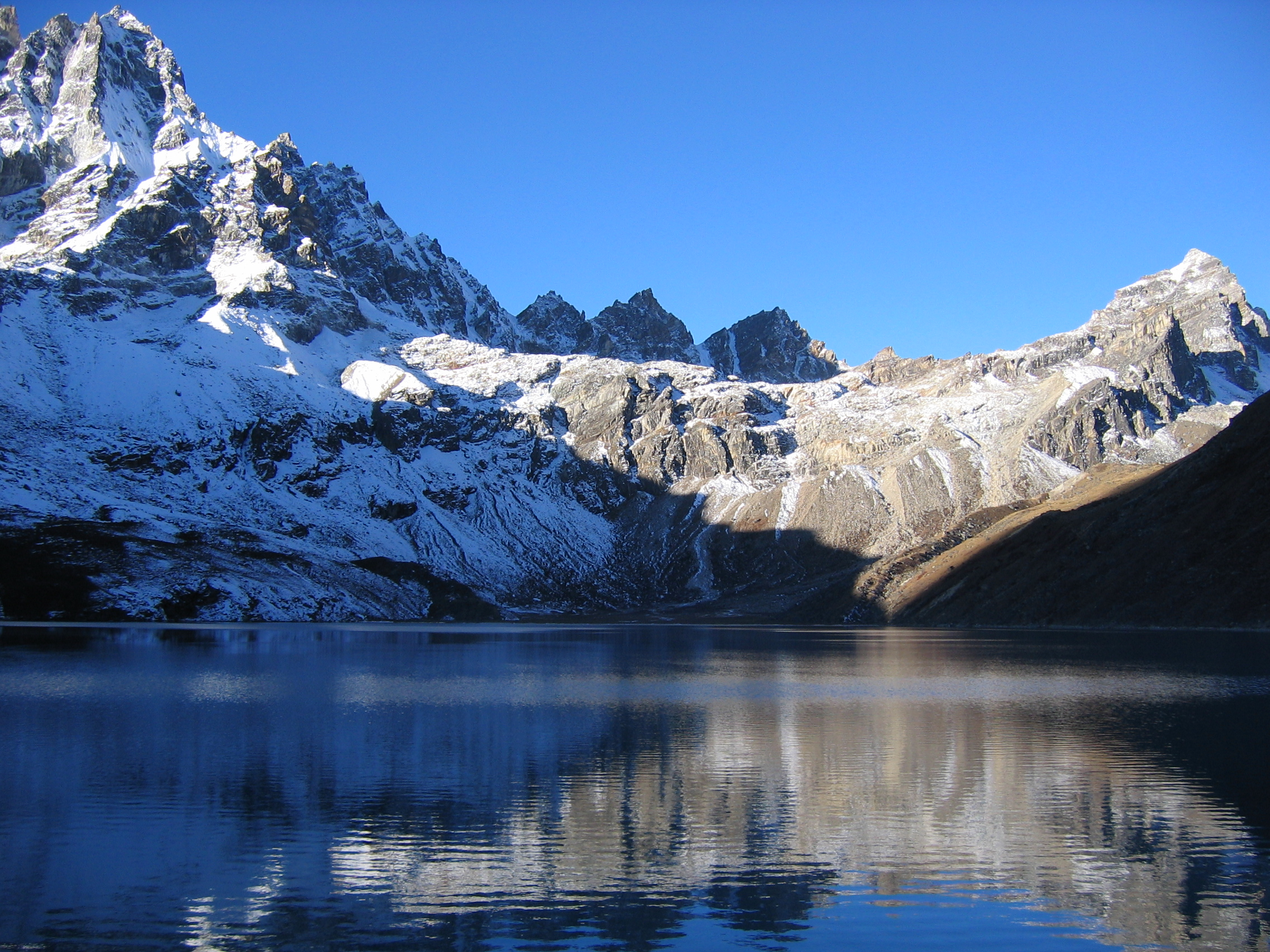
Lago Gokyo

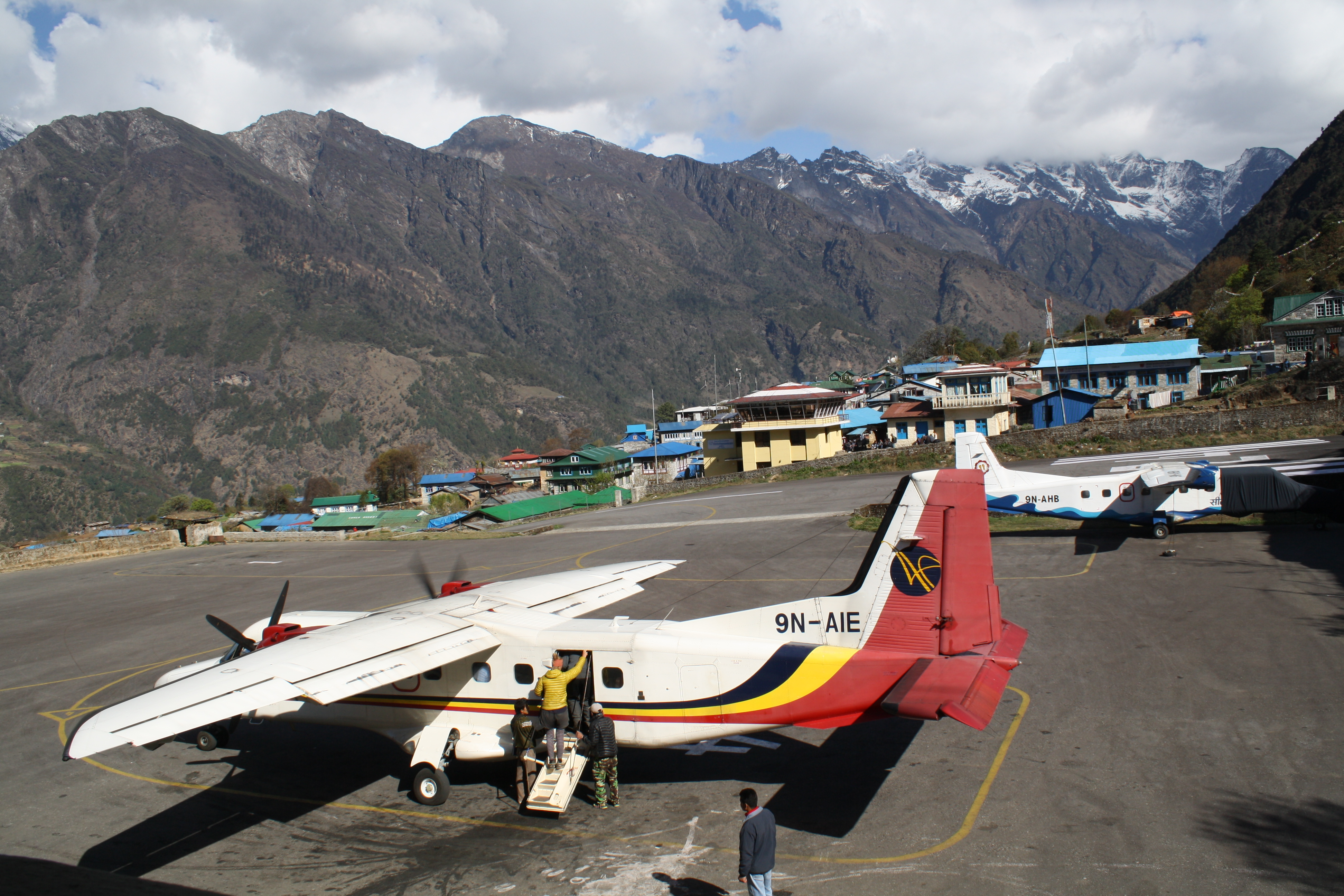
Aeroporto de Lukla

Khumbu (também conhecida como a Região do Everest) está localizada no nordeste do Nepal, no lado nepalês do monte Everest, e a parte mais conhecida da cordilheira do Himalaia. Faz parte do Distrito Solukhumbu, que por sua vez faz parte da região de Sagarmatha.
Khumbu é a principal área onde vivem os Sherpa, famosos pela lealdade e cordialidade. A região é um dos destinos mais populares para os turistas que visitam o Nepal. 
No Khumbu está a cidade de Namche Bazaar, assim como as vilas de Thami, Khumjun, Pangboche, Pheriche, Dingboche e Gorak Shep. O famoso mosteiro budista de Tengboche e a Geleira do Khumbu também estão localizados no Khumbu.
A elevação do Khumbu varia de 3300 metros (11 000 pés) a 8848 m (29 029 pés) no cume do monte Everest, o mais alto lugar na Terra. O Sagarmatha National Park (acima de Monjo) e a Zona Tampão do Sagarmatha National Park (entre Lukla e Monjo) estão dentro da região do Khumbu.
Enquanto trekking é possível nesta área durante todo o ano, os melhores meses para visitá-la são a partir do início de março a meados de maio e desde o início de setembro a meados de novembro pois os invernos são muito frios e nevosos o que torna difícil viajar acima de  Tengboche, e os abrigos pode estar fechados acima desta altitude.
Durante a Primavera, florestas de rododendro com flores vermelhas e grinaldas de magnólias de cor creme cobrem os lados das colinas na parte baixa do Khumbu.